# Masters of Formula 3 1994
De Marlboro Masters of Formula 3 1994 was de vierde editie van de Masters of Formula 3. De race, waarin Formule 3-teams uit verschillende Europese kampioenschappen tegen elkaar uitkomen, werd verreden op 7 augustus 1994 op het Circuit Park Zandvoort.
De race werd gewonnen door Gareth Rees voor Alan Docking Racing. Marko RSM-coureur Jörg Müller en Opel Team WTS-coureur Sascha Maassen maakten het podium compleet.

## Inschrijvingen
| Team                  | No | Rijder                 | Chassis | Motor       | Kampioenschap        |
| --------------------- | -- | ---------------------- | ------- | ----------- | -------------------- |
| Opel Team WTS         | 1  | Sascha Maassen         | Dallara | Opel        | Duitse Formule 3     |
| Opel Team WTS         | 2  | Ralf Schumacher        | Dallara | Opel        | Duitse Formule 3     |
| Opel Team WTS         | 51 | Katsumi Yamamoto       | Dallara | Opel        | Duitse Formule 3     |
| Paul Stewart Racing   | 3  | Jan Magnussen          | Dallara | Mugen-Honda | Britse Formule 3     |
| Paul Stewart Racing   | 4  | Dario Franchitti       | Dallara | Mugen-Honda | Britse Formule 3     |
| RC Motorsport         | 5  | Martijn Koene          | Dallara | Opel        | Duitse Formule 3     |
| RC Motorsport         | 6  | Giancarlo Fisichella   | Dallara | Opel        | Italiaanse Formule 3 |
| Marko RSM             | 7  | Jörg Müller            | Dallara | Fiat        | Duitse Formule 3     |
| West Surrey Racing    | 9  | Vincent Radermecker    | Dallara | Mugen-Honda | Britse Formule 3     |
| West Surrey Racing    | 10 | Gualter Salles         | Dallara | Mugen-Honda | Britse Formule 3     |
| Elf La Filière        | 11 | Christophe Tinseau     | Dallara | Opel        | Franse Formule 3     |
| Coloni Motorsport     | 14 | Paolo Coloni           | Dallara | Fiat        | Italiaanse Formule 3 |
| Coloni Motorsport     | 15 | Gianluca Paglicci      | Dallara | Fiat        |                      |
| G+M Escom Motorsport  | 17 | Alexander Wurz         | Dallara | Opel        | Duitse Formule 3     |
| G+M Escom Motorsport  | 20 | Michael Graf           | Dallara | Opel        | Duitse Formule 3     |
| Alan Docking Racing   | 22 | Gareth Rees            | Dallara | Mugen-Honda | Britse Formule 3     |
| Alan Docking Racing   | 23 | Brian Cunningham       | Dallara | Mugen-Honda | Britse Formule 3     |
| Tatuus                | 24 | Gianantonio Pacchioni  | Dallara | Fiat        | Italiaanse Formule 3 |
| Tatuus                | 25 | Roberto Colciago       | Dallara | Fiat        | Italiaanse Formule 3 |
| Elf Team Formel 3     | 27 | Philipp Peter          | Dallara | Fiat        | Duitse Formule 3     |
| Edenbridge Racing     | 29 | Marcos Gueiros         | Dallara | Vauxhall    | Britse Formule 3     |
| Edenbridge Racing     | 30 | Luiz Garcia jr.        | Dallara | Vauxhall    | Britse Formule 3     |
| Italracing F3         | 32 | Luca Riccitelli        | Dallara | Fiat        | Italiaanse Formule 3 |
| Supercars CM          | 34 | Luca Rangoni           | Dallara | Fiat        | Italiaanse Formule 3 |
| Supercars CM          | 35 | Alberto Scilla         | Dallara | Fiat        | Italiaanse Formule 3 |
| KMS                   | 38 | Norberto Fontana       | Dallara | Opel        | Duitse Formule 3     |
| Fortec Motorsport     | 39 | Jérémie Dufour         | Dallara | Mugen-Honda | Britse Formule 3     |
| Fortec Motorsport     | 40 | Roberto Xavier         | Dallara | Mugen-Honda | Britse Formule 3     |
| Team AJS              | 41 | Ricardo Rosset         | Dallara | Mugen-Honda | Britse Formule 3     |
| PTM Motorsport        | 42 | Danilo Rossi           | Dallara | Fiat        | Italiaanse Formule 3 |
| Abt Motorsport        | 43 | Christian Abt          | Dallara | Opel        | Duitse Formule 3     |
| Volkswagen Motorsport | 44 | Massimiliano Angelelli | Dallara | Volkswagen  | Duitse Formule 3     |
| BVM Racing            | 45 | Thomas Biagi           | Dallara | Mugen-Honda | Italiaanse Formule 3 |
| Westwood Racing       | 50 | Alex Veenman           | Dallara | Opel        |                      |
| Hofmann Motorsport    | 52 | Thomas Winkelhock      | Dallara | Opel        | Duitse Formule 3     |

## Kwalificatie
| Positie | Nr. | Rijder                 | Team                  | Tijd     |
| ------- | --- | ---------------------- | --------------------- | -------- |
| 1       | 7   | Jörg Müller            | Marko RSM             | 1:01.306 |
| 2       | 22  | Gareth Rees            | Alan Docking Racing   | 1:01.374 |
| 3       | 1   | Sascha Maassen         | Opel Team WTS         | 1:01.410 |
| 4       | 27  | Philipp Peter          | Elf Team Formel 3     | 1:01.524 |
| 5       | 17  | Alexander Wurz         | G+M Escom Motorsport  | 1:01.539 |
| 6       | 3   | Jan Magnussen          | Paul Stewart Racing   | 1:01.561 |
| 7       | 41  | Ricardo Rosset         | Team AJS              | 1:01.629 |
| 8       | 39  | Jérémie Dufour         | Fortec Motorsport     | 1:01.632 |
| 9       | 38  | Norberto Fontana       | KMS                   | 1:01.634 |
| 10      | 25  | Roberto Colciago       | Tatuus                | 1:01.653 |
| 11      | 11  | Christophe Tinseau     | Elf La Filière        | 1:01.669 |
| 12      | 2   | Ralf Schumacher        | Opel Team WTS         | 1:01.682 |
| 13      | 29  | Marcos Gueiros         | Edenbridge Racing     | 1:01.730 |
| 14      | 24  | Gianantonio Pacchioni  | Tatuus                | 1:01.765 |
| 15      | 6   | Giancarlo Fisichella   | RC Motorsport         | 1:01.767 |
| 16      | 9   | Vincent Radermecker    | West Surrey Racing    | 1:01.805 |
| 17      | 14  | Paolo Coloni           | Coloni Motorsport     | 1:01.808 |
| 18      | 44  | Massimiliano Angelelli | Volkswagen Motorsport | 1:01.831 |
| 19      | 15  | Gianluca Paglicci      | Coloni Motorsport     | 1:01.917 |
| 20      | 43  | Christian Abt          | Abt Motorsport        | 1:01.947 |
| 21      | 4   | Dario Franchitti       | Paul Stewart Racing   | 1:02.005 |
| 22      | 30  | Luiz Garcia jr.        | Edenbridge Racing     | 1:02.042 |
| 23      | 32  | Luca Riccitelli        | Italracing F3         | 1:02.206 |
| 24      | 34  | Luca Rangoni           | Supercars CM          | 1:02.340 |
| 25      | 51  | Katsumi Yamamoto       | Opel Team WTS         | 1:02.414 |
| 26      | 35  | Alberto Scilla         | Supercars             | 1:02.427 |
| 27      | 10  | Gualter Salles         | West Surrey Racing    | 1:02.474 |
| 28      | 5   | Martijn Koene          | RC Motorsport         | 1:02.487 |
| 29      | 23  | Brian Cunningham       | Alan Docking Racing   | 1:02.626 |
| 30      | 45  | Thomas Biagi           | BVM Racing            | 1:02.645 |
| 31      | 42  | Danilo Rossi           | PTM Motorsport        | 1:02.803 |
| 32      | 20  | Michael Graf           | G+M Escom Motorsport  | 1:03.027 |
| 33      | 52  | Thomas Winkelhock      | Homann Motorsport     | 1:03.184 |
| 34      | 40  | Roberto Xavier         | Fortec Motorsport     | 1:03.188 |
| 35      | 50  | Alex Veenman           | Westwood Racing       | 1:03.461 |

## Race
| Positie | Nr. | Rijder                 | Team                  | Ronden | Tijd/Verschil       | Grid |
| ------- | --- | ---------------------- | --------------------- | ------ | ------------------- | ---- |
| 1       | 22  | Gareth Rees            | Alan Docking Racing   | 30     | 36:29.363           | 2    |
| 2       | 7   | Jörg Müller            | Marko RSM             | 30     | +0.752              | 1    |
| 3       | 1   | Sascha Maassen         | Opel Team WTS         | 30     | +1.110              | 3    |
| 4       | 27  | Philipp Peter          | Elf Team Formel 3     | 30     | +2.892              | 4    |
| 5       | 38  | Norberto Fontana       | KMS                   | 30     | +5.787              | 9    |
| 6       | 14  | Paolo Coloni           | Coloni Motorsport     | 30     | +9.619              | 17   |
| 7       | 25  | Roberto Colciago       | Tatuus                | 30     | +11.813             | 10   |
| 8       | 39  | Jérémie Dufour         | Fortec Motorsport     | 30     | +12.071             | 8    |
| 9       | 6   | Giancarlo Fisichella   | RC Motorsport         | 30     | +12.790             | 15   |
| 10      | 29  | Marcos Gueiros         | Edenbridge Racing     | 30     | +14.449             | 13   |
| 11      | 11  | Christophe Tinseau     | Elf La Filière        | 30     | +14.960             | 11   |
| 12      | 4   | Dario Franchitti       | Paul Stewart Racing   | 30     | +15.638             | 21   |
| 13      | 43  | Christian Abt          | Abt Motorsport        | 30     | +16.142             | 20   |
| 14      | 30  | Luiz Garcia jr.        | Edenbridge Racing     | 30     | +17.243             | 22   |
| 15      | 5   | Martijn Koene          | RC Motorsport         | 30     | +17.638             | 28   |
| 16      | 9   | Vincent Radermecker    | West Surrey Racing    | 30     | +17.907             | 16   |
| 17      | 32  | Luca Riccitelli        | Italracing F3         | 30     | +25.377             | 23   |
| 18      | 20  | Michael Graf           | G+M Escom Motorsport  | 30     | +27.285             | 32   |
| 19      | 34  | Luca Rangoni           | Supercars CM          | 30     | +28.442             | 24   |
| 20      | 15  | Gianluca Paglicci      | Coloni Motorsport     | 28     | +2 ronden           | 19   |
| 21      | 44  | Massimiliano Angelelli | Volkswagen Motorsport | 27     | +3 ronden           | 18   |
| 22      | 45  | Thomas Biagi           | BVM Racing            | 24     | Uitgevallen         | 30   |
| 23      | 51  | Katsumi Yamamoto       | Opel Team WTS         | 21     | Uitgevallen         | 25   |
| 24      | 10  | Gualter Salles         | West Surrey Racing    | 21     | Uitgevallen         | 27   |
| 25      | 24  | Gianantonio Pacchion   | Tatuus                | 20     | Uitgevallen         | 14   |
| DNF     | 17  | Alexander Wurz         | G+M Escom Motorsport  | 19     | Uitgevallen         | 5    |
| DNF     | 3   | Jan Magnussen          | Paul Stewart Racing   | 8      | Uitgevallen         | 6    |
| DNF     | 23  | Brian Cunningham       | Alan Docking Racing   | 6      | Uitgevallen         | 29   |
| DNF     | 42  | Danilo Rossi           | PTM Motorsport        | 6      | Uitgevallen         | 31   |
| DNF     | 2   | Ralf Schumacher        | Opel Team WTS         | 5      | Uitgevallen         | 12   |
| DNS     | 41  | Ricardo Rosset         | Team AJS              | 0      | Niet gestart        | 7    |
| DNS     | 35  | Alberto Scilla         | Supercars CM          | 0      | Niet gestart        | 26   |
| DNQ     | 52  | Thomas Winkelhock      | Hofmann Motorsport    | 0      | Niet gekwalificeerd |      |
| DNQ     | 40  | Roberto Xavier         | Fortec RC Motorsport  | 0      | Niet gekwalificeerd |      |
| DNQ     | 50  | Alex Veenman           | Westwood Racing       | 0      | Niet gekwalificeerd |      |

1991 · 1992 · 1993 · 1994 · 1995 · 1996 · 1997 · 1998 · 1999 · 2000 · 2001 · 2002 · 2003 · 2004 · 2005 · 2006 · 2007 · 2008 · 2009 · 2010 · 2011 · 2012 · 2013 · 2014 · 2015 · 2016
Lijst van coureurs